# Нижня Ятва
Нижня Ятва́ (рос. Нижняя Ятва, башк. Түбәнге Ятва) — село (колишній присілок) у складі Бєлорєцького району Башкортостану, Росія. Входить до складу Сосновської сільської ради.
Населення — 64 особи (2010; 133 в 2002).
Національний склад:
- росіяни — 74%